# Babe Paley
Bárbara "Babe" Cushing Mortimer Paley (Boston, Massachusetts, 5 de julio de 1915 - Manhattan, Nueva York, 6 de julio de 1978) fue una socialite estadounidense, considerada un icono de la moda del siglo XX.
Paley era hija del Dr. Harvey Cushing, un neurocirujano que era profesor de cirugía en las universidades Johns Hopkins, Yale y Harvard; y Katharine Piedra Crowell Cushing, su esposa.
Siendo una estudiante en la Escuela Westover en Middlebury, Connecticut, Paley fue presentada como una debutante de la sociedad en octubre de 1934 en Boston, con la presencia de los hijos del presidente Franklin D. Roosevelt. Su debut llamó mucho la atención durante la Gran Depresión, y además marcó el comienzo de su carrera como socialite. En 1934, Paley se graduó de la Escuela Winsor en Boston.
En 1938, Paley comenzó a trabajar como editora de moda para la revista Vogue en Nueva York. Su posición en Vogue le dio acceso a la ropa de diseñador (la cual era a menudo dada en intercambio),y esto a su vez le otorgó a Paley un perfil alto y una imagen glamorosa en la sociedad. En 1941, la revista Time la eligió como la segunda mujer mejor vestida del mundo, posicionada después de Wallis Simpson y antes de Aimée de Heeren. Después de eso, Paley también fue nombrada en la lista de las mujeres mejor vestidas en 1945 y 1946.
Después de su segundo matrimonio, en 1947, Paley dejó su trabajo en la revista Vogue.
En 1958, Paley fue incluida en la International Best Dressed List (Lista Internacional de las Mejor Vestidas).